# قلعه موستا
الفورتزة الموستا یا قلعۀ موستا  (به مالتی: Il-Fortizza tal-Mosta   ) قلعه ای چند ضلعی در موستا، کشور مالت است. بین سال های 1878 و 1880 میلادی توسط بریتانیایی‌ها به عنوان بخشی از خطوط ویکتوریا ساخته شد. امروزه نیز توسط نیروهای مسلح مالت به عنوان انبار مهمات مورد استفاده قرار می گیرد.

## مراجع
1. ↑  Spiteri, Stephen C. (22 October 2011). "Fort Mosta". MilitaryArchitecture.com. Archived from the original on 3 June 2017. Retrieved 2 January 2015.
2. ↑  "The Mosta Archives".